# Hybanthus galeottii
Hybanthus galeottii (Turcz.) C.V.Morton – gatunek roślin z rodziny fiołkowatych (Violaceae). Występuje naturalnie w Meksyku, Belize, Hondurasie, Kostaryce oraz Panamie. 

## Morfologia
PokrójZimozielony krzew dorastający do 1 m wysokości.
LiścieBlaszka liściowa ma kształt od eliptycznie podługowatego do owalnie podługowatego. Mierzy 4–8 cm długości, jest karbowana na brzegu, ma ostrokątną nasadę i ostry lub tępy wierzchołek.
OwoceTorebki mierzące 10 mm długości, o elipsoidalnym kształcie.

## Biologia i ekologia
Rośnie w lasach. 